# Jofredino Faife
Jofredino Faife (21 de Dezembro de 1987) é um escritor moçambicano, com uma produção em prosa que varia do microconto ao romance. Sua escrita é bastante ecletica, misturando elementos  do realismo mágico, distopia, futurismo e ficção histórica. Autor multipremiado, venceu o Prémio Fundac - Rui de Noronha em 2009, o Prémio TDM de Literatura em 2012 e o Prémio INCM-Eugénio de Lisboa de 2022.

## Prémios
- Prémio Fundac Rui de Noronha (2009)

- Prémio TDM (2012)[1][2]

- Prémio IMPRENSA NACIONAL CASA DA MOEDA/Eugénio Lisboa (2022)[3]

## Obras
Filha de um Deus Menor:
Teatro de marionetes (ou ensaio sobre a mecânica descritiva da desertificação dos homens)